# Ogilvie-Gletscher
Der Ogilvie-Gletscher ist ein 25 km langer Talgletscher in der Eliaskette in Yukon (Kanada).
Das Nährgebiet des Ogilvie-Gletschers befindet sich westlich des Gebirgsmassivs des Mount Logan, etwa 17 km westnordwestlich vom Hauptgipfel des Mount Logan. Von dort strömt er anfangs nach Westen, wendet sich aber bald nach Norden. Flankiert wird der Gletscher von Mount Johansen im Osten sowie Ogilvie Peak im Süden. Der Mussell-Gletscher trifft linksseitig auf den Ogilvie-Gletscher. Dieser erreicht schließlich den nach Westen strömenden Logan-Gletscher. 